# Goumi
Ne doit pas être confondu avec goumi du Japon.
Goumi est une commune rurale située dans le département de Didyr de la province de Sanguié dans la région du Centre-Ouest au Burkina Faso.

## Géographie
Situé à 9 km au sud de Didyr, Goumi est divisé en cinq quartiers : Sesso, Chichena, Djana, Toukouledyr et Dinsso.